# 킬리만자로의 눈 (단편집)
《킬리만자로의 눈과 다른 단편들》(The Snows of Kilimanjaro and Other Stories)은 1961년 발간된 어니스트 헤밍웨이의 단편집이다. 이 단편집에 수록된 모든 작품은 1938년 발간된 《제5열과 첫 번째 마흔아홉 개의 단편들》에 모두 수록되었던 작품이다.

## 수록작
- 〈킬리만자로의 눈〉(The Snows of Kilimanjaro)
- 〈깨끗하고 불 밝은 곳〉(A Clean, Well-Lighted Place)
- 〈하루 동안의 기다림〉(A Day's Wait)
- 〈도박사와 수녀와 라디오〉(The Gambler, the Nun, and the Radio)
- 〈아버지들과 아들들〉(Fathers and Sons)
- 〈다른 나라에서〉(In Another Country)
- 〈살인자들〉(The Killers)
- 〈당신이 결코 갈 수 없는 길〉(A Way You'll Never Be)
- 〈오만 달러〉(Fifty Grand)
- 〈프랜시스 매코머의 짧지만 행복한 생애〉(The Short Happy Life of Francis Macomber)